# 横突間筋
横突間筋（おうとつかんきん、英語: intertransversarii muscles）は、短背筋のうち、後頸の深層に位置する筋肉である。腰内側横突間筋と腰外側横突間筋、胸横突間筋、頸内側横突間筋、頸後横突間筋、頸前横突間筋の6部に分けられる。頸椎および胸椎、腰椎の棘突起を起始とし、内側上方に向かって走り、椎骨に付着する。